# Парад (фільм)
«Парад» (яп. パレード, англ. Parade) — японська драма режисера та сценариста Ісао Юкісади, знята за однойменним романом Шуїчі Йошиди. Світова прем'єра фільму відбулася на 14-му Пусанському міжнародному кінофестивалі 12 жовтня 2009 року. Фільм демонструвався у програмі Панорама Берлінського міжнародного кінофестивалю й отримав приз журі ФІПРЕССІ.

## Синопсис
Четверо знайомих ділять двокімнатну квартиру в Токіо. Одного дня, коли в їхній квартирі опиняється незнайомець, усе починає незвортно змінюватися.

## Сюжет
У невеликій квартирі Сетаґаї живуть четверо: Наокі, Мірай, Котомі та Рьоске. У районі починають відбуватися нічні напади на жінок.
Рьоске Суґімото — 21-річний студент родом з Сімане, який підробляє офіціантом бару. Одного ранку він разом із Котомі помічає як з сусідньої квартири виходить відомий політик. Вони починають підозрювати, що там діє бордель. Тоді ж Рьоске телефонує його знайомий та запрошує його у спільну поїздку на Ідзу. Він також повідомляє йому, що його одногрупник, Таширо Шинья, розбився в аварії. Ввечері Рьоске розповідає співмешканцям, що він закоханий у Ківако, дівчину хлопця, який запросив його на Ідзу. Зрештою, він наважується піти до неї. Вони займаються сексом і Рьоске розповідає Ківако як батько хотів, щоб він поїхав навчатися у Токіо і познайомився з цікавими людьми. Виявляється загиблий одногрупник був для Рьоске своєрідним утіленням мрії його батька й тепер хлопець розгублений і не знає, що робити.
Окочі Котомі — 23-річна безробітна дівчина. Закохана в актора Томохіко Маруяму. Цілими днями сидить вдома, дивиться мелодрами й чекає дзвінка від Маруями. Повернувшись від Ківако, Рьоске запрошує Котомі перекусити. Вони зустрічають свого сусіда й розлючена Кото пропонує Рьоске прикинутися клієнтом, аби з'ясувати чи справді по сусідству знаходиться бордель. 
Одного ранку Кото зустрічає у квартирі Сатору. Думаючи, що він знайомий Рьоске, вона готує йому сніданок і йде з ним грати на автоматах. Раптом їй телефонує Маруяма й вона біжить до нього. Повернувшись після побачення, Котомі виявляє, що ніхто зі співмешканців не знає Сатору. Поки друзі сперечаються про те, хто ж такий цей незнайомець, Сатору повертається у квартиру й прояснює усе. У квартиру його приволокла Мірай, яка була настільки п'яна, що на ранок забула про це.
Сома Мірай — 24-річна ілюстраторка. Зустрівши зранку Сатору, Мірай просить його попозувати для її картини. Поки Сатору позує, Мірай малює, а Кото спостерігає, додому повертається Рьоске з новинами. Йому вдається домовитися з сусідом про зустріч, але вартість послуг надто дорога й Кото відмовляється від власного плану. Мірай знаходить на дверях листівку з попередженням про маніяка, який здійснив уже кілька жорстоких нападів на жінок. Пізніше у барі вона говорить Наокі, що напади приблизно почалися в той самий час, коли з'явився Сатору. Після розмови з Наокі вона зустрічає Сатору, який відводить її у парк атракціонів, де, за його словами, він часто ночував, коли більше не було куди податися. Мірай згадує своє дитинство й розповідає як її батько бив і ґвалтував матір. 
Вранці Мірай і Сатору повертаються у квартиру, де Кото очікує на Рьоске, що пішов до сусіда. Повернувшись, Рьоске розповідає, що по сусідству не торгують дівчатами, а провіщають майбутнє.
Іхара Наокі — 28-річний працівник компанії дистриб'ютора фільмів. Одного дня, після візиту до стоматолога, Наокі бачить Сатору й починає слідкувати за ним. Сатору пробирається у чужу квартиру. Йому телефонує Кото й просить прийти додому й скласти їй компанію. Наокі продовжує переслідування. З балкона протилежного будинку він бачить як Сатору повертається у квартиру, але Кото відразу йде на побачення з Маруямою. Сатору риється в речах Мірай і знаходить касету з бентежним записом. Хлопець вирішує перезаписати на неї телемелодраму. Наокі приходить додому й запрошує Сатору наступного дня піти до нього на роботу. Після роботи обоє заходять у бар до Рьоске й довго розмовляють. Рьоске зізнається, що планує з'їхати з квартири.
Вночі Мірай будить Наокі й наказує вигнати Сатору за те, що той перезаписав її касету. Вранці Кото розповідає Наокі, що вона вагітна, й просить його поговорити про це з Маруямою. Після розмови з Маруямою Наокі зустрічається зі своєю колишньою, яка каже, що їй зробили пропозицію. Наокі йде випити в бар, де зустрічає Мірай. Вона шкодує, що вигнала Сатору, й розповідає, що на касеті були змонтовані сцени зґвалтувань, які дивним чином заспокоювали Мірай. Пізніше вона говорить Наокі, що готова з'їхати з їхньої квартири. Прийшовши додому, Наокі отримує дзвінок від Кото, яка каже, що зробила аборт.
Наокі збирається на пробіжку. Починається гроза. Він бачить дівчину й нападає на неї. Підвівшись, він бачить Сатору. Хлопець відводить його у машину, де каже Наокі не хвилюватися, бо всі й так знають. Наокі біжить у квартиру й бачить там усіх співмешканців, які жваво обговорюють спільну поїздку на Ідзу. Усі обертаються до Наокі. 

## У ролях
- Фуджівара Тацуя — Іхара Наокі
- Каріна — Сома Мірай
- Канджія Шіхорі — Окочі Котомі
- Кейске Койде — Рьоске Суґімото
- Хаяші Кенто — Кокубо Сатору

## Нагороди
| Рік  | Премія                         | Категорія                | Номінант     | Результат |
| ---- | ------------------------------ | ------------------------ | ------------ | --------- |
| 2010 | 4-та Азійська кінопремія       | Найкращий фільм          | «Парад»      | Номінація |
| 2010 | 60-й Берлінський МКФ           | Приз ФІПРЕССІ            | Ісао Юкісада | Перемога  |
| 2010 | Лос-Анджелеський кінофестиваль | Найкращий художній фільм | «Парад»      | Номінація |